# Chiesa di Sant'Antonino a Bellariva
La chiesa di Sant'Antonino a Bellariva è un luogo di culto cattolico che si trova in piazza Rosadi a Firenze.

## Storia e descrizione
L'area lungo la riva destra dell'Arno fra la cosiddetta "Casaccia" ed il ponte San Niccolò fu denominata Bellariva per l'incantevole campagna ed il dolce paesaggio. Negli anni Cinquanta tutta la zona ebbe un notevole incremento demografico e nel 1959 venne costituita una nuova parrocchia, dedicandola al grande vescovo fiorentino sant'Antonino Pierozzi. Per qualche tempo venne usata per la liturgia una cappella di legno prefabbricata dedicata a Nostra Signora di Lourdes, ma nel 1960 fu progettata la nuova chiesa su disegno degli architetti Emilio Dori, Guido Morozzi e Giancarlo Facchini. La consacrazione avvenne nel 1963 e fu in seguito realizzato anche un edificio per le opere parrocchiali (1970).
All'interno sono conservate varie opere d'arte provenienti dai depositi della soprintendenza fiorentina. Al centro della chiesa, dietro l'altare, spicca la grande sinopia del tabernacolo del Madonnone, dove si coglie il raffinato disegno di Lorenzo di Bicci, coadiuvato dal figlio Bicci. Sulla parete sinistra si trova invece un grande affresco staccato di Raffaellino del Garbo con la Moltiplicazione dei pani e dei pesci, proveniente dal distrutto refettorio del monastero di Santa Maria Maddalena dei Pazzi: dell'opera sono esposte anche due sinopie vicino all'ingresso.

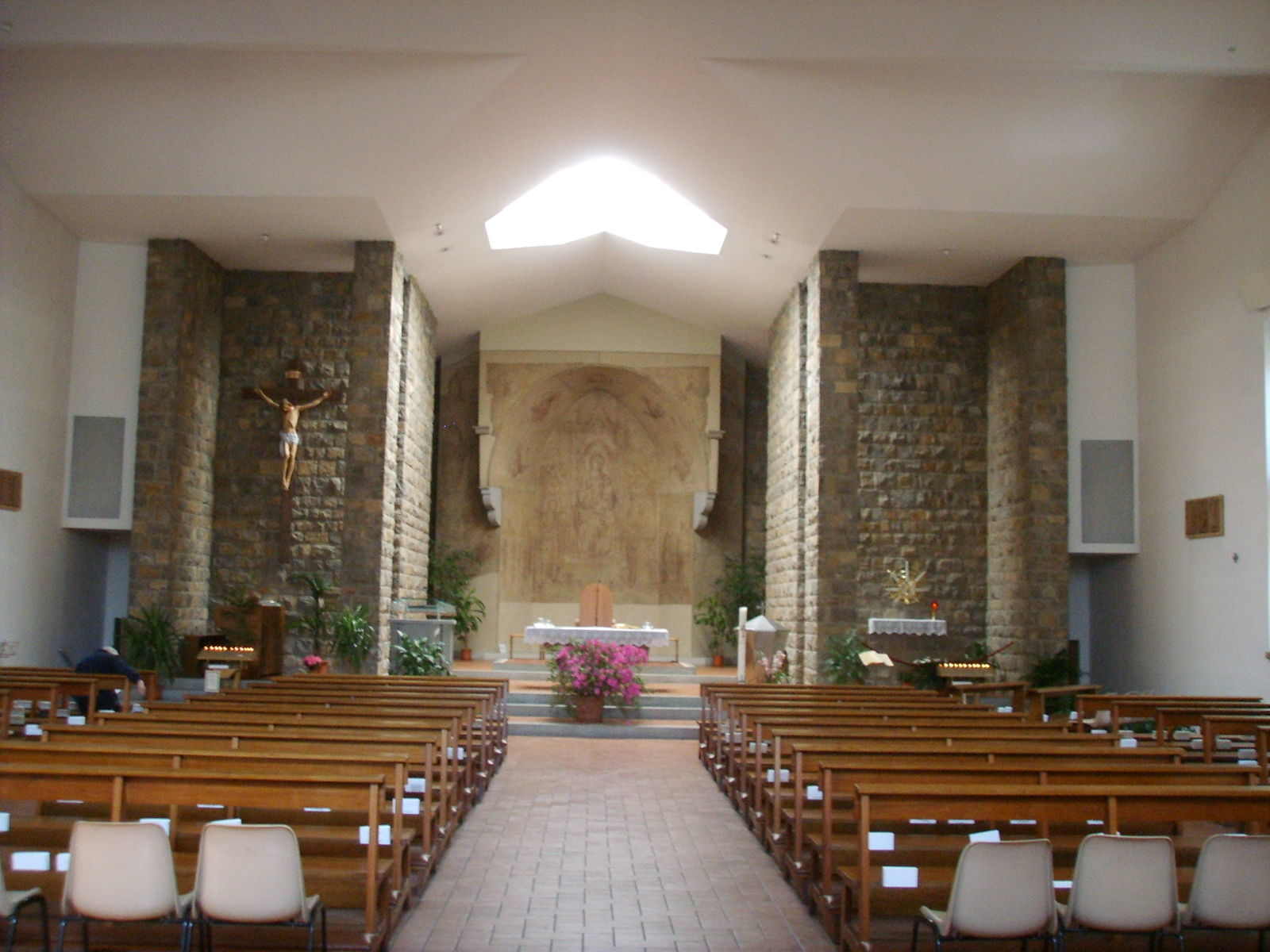
Interno
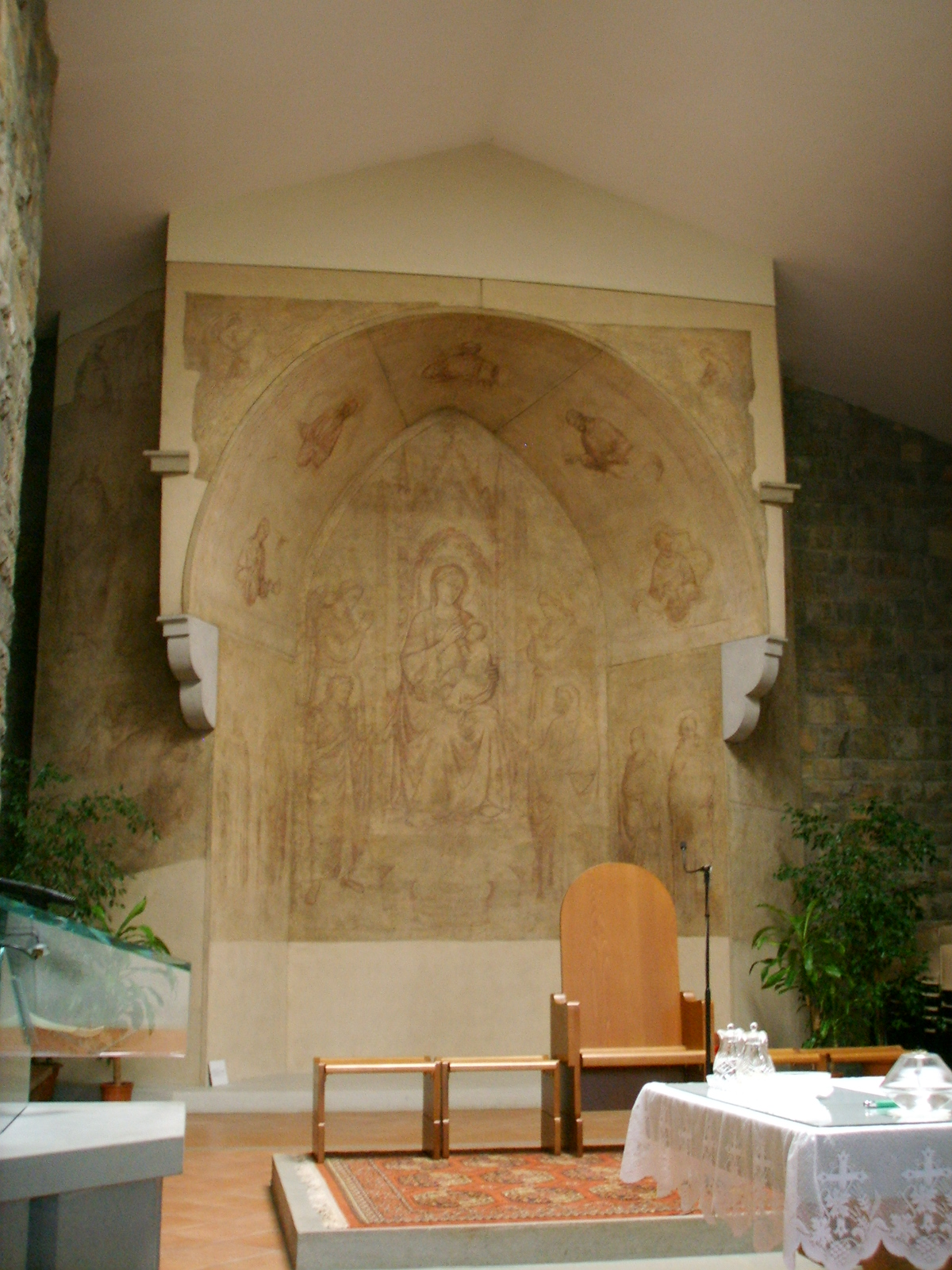
Sinopia del Tabernacolo del Madonnone
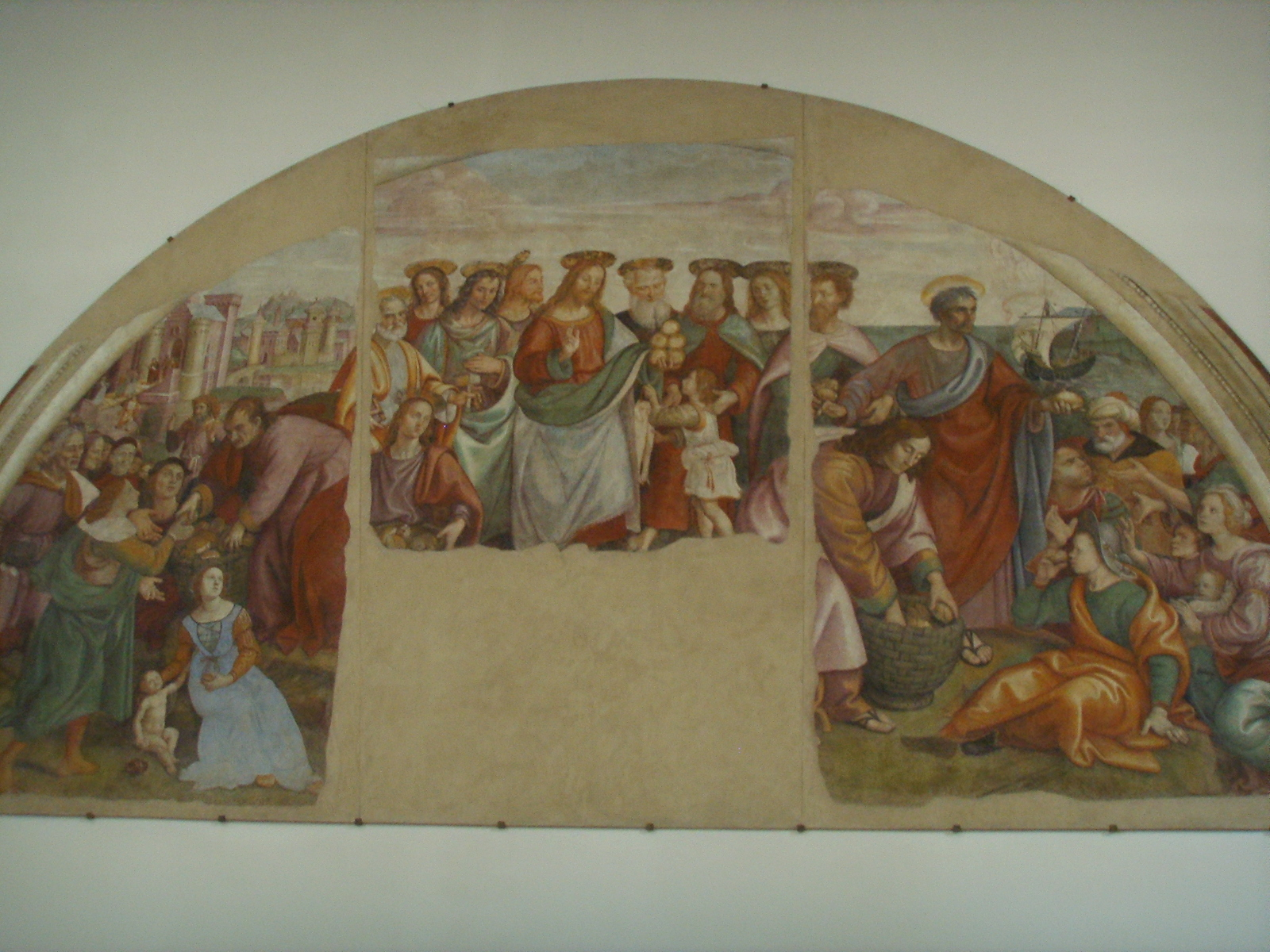
Moltiplicazione dei pani e dei pesci di Raffaellino del Garbo